# Половинне (Краснозерський район)
Половинне (рос. Половинное) — село у Краснозерському районі Новосибірської області Російської Федерації.
Входить до складу муніципального утворення Половинська сільрада. Населення становить 3022 особи (2010).

## Історія
Згідно із законом від 2 червня 2004 року органом місцевого самоврядування є Половинська сільрада.

## Населення
| 2002 | 2007  | 2010  |
| ---- | ----- | ----- |
| 3576 | ↗3905 | ↘3022 |